# Bombom (álbum de Rita Lee e Roberto de Carvalho)
Bombom é o décimo primeiro álbum de estúdio da musicista brasileira Rita Lee e o terceiro álbum de estúdio creditado à sua parceria com o produtor e multi-instrumentista Roberto de Carvalho. Foi lançado em novembro de 1983 pela gravadora Som Livre. Na época de seu lançamento, teve a vendagem proibida para menores de 18 anos, além de algumas faixas censuradas.
A gravação do álbum aconteceu em um período conturbado, enquanto Lee lutava contra o alcoolismo, após a morte de seu pai, e havia sido internada em um centro de reabilitação. As sessões ocorreram no Sunset Sound Studios e Lighthouse Studios, ambos em Los Angeles, e contaram com a participação de diversos músicos internacionais, como Mike Porcaro e Steve Lukather, integrantes da banda norte-americana Toto. O disco foi produzido por Rita, Roberto e Max Pierre, dirigidos pelo arranjador estadunidense Erich Bulling.
Diferente dos trabalhos anteriores da dupla, Bombom recebeu avaliações negativas de público e crítica. Ainda assim, trouxe alguns sucessos, como "On the Rocks", "Desculpe o Auê" e "Bobos da Corte". As faixas "Arrombou o Cofre", que tratou dos escândalos de Paulo Maluf no caso Luftfalla, e "Degustação", que Lee chamou de "um hino à escatologia infantil", foram vetadas. "Raio X" e "Bobos da Corte" foram incluídas nas trilhas sonoras das telenovelas Champagne (1983) e Partido Alto (1984), respectivamente.
Em 1995, Bombom foi remasterizado e reeditado em disco compacto pela EMI Music como parte da coleção Rita Lee Collection. Em 2015, recebeu nova remasterização e relançamento nesse formato, agora sob o selo da Universal Music. Em 2024, foi relançado em disco de vinil, também pela Universal.

## Produção
Após o sucesso do álbum Rita Lee e Roberto de Carvalho (também conhecido como Flagra) em 1982, o casal estreou em um especial de televisão chamado O Circo. O programa contou com participações de artistas como César Camargo Mariano e Roupa Nova. Nesse momento, Rita começou a consumir muitas bebidas alcoólicas, após a morte de seu pai, Charles; sendo necessária a sua internação em um centro de reabilitação para desintoxicação. No período turbulento que passava, Lee resolveu entrar em estúdio para as gravações de um novo disco, juntamente com Carvalho.
Bombom foi gravado no Sunset Sound Studios e Lighthouse Studios, ambos em Los Angeles. As sessões contaram com a participação de diversos músicos internacionais, como Michael Landau, Mike Porcaro e Steve Lukather, integrantes da banda norte-americana Toto. O percussionista Paulinho da Costa, que havia trabalhado com Michael Jackson, também contribuiu nas gravações. A produção do disco foi feita por Rita, Roberto e Max Pierre, orientados pelo arranjador Erich Bulling. Sua mixagem foi feita no Studio 55.

## Canções
Em sua autobiografia, Lee elegeu "On the Rocks" como a sua faixa favorita do álbum, comentando: "Trenzão pesadão e chique, letra bem colocada, instrumentália precisa, mixagem perfeita, uma de que muito me orgulho". "Desculpe o Auê" foi concebida a partir de um bilhete que Rita mandou a Roberto, desculpando-se após um ataque de ciúmes, no qual o guitarrista musicou. As faixas "Tentação do Céu", que apresenta os vocais de Carvalho, e "Fissura" foram descritas pela artista como "tolinhas".
Segundo Lee, "Raio X" é sobre "(...) uma personagem esquisitinha espiando os vizinhos de binóculo vivendo a vida alheia para preencher sua solidão, um Big Brother caseiro". Sobre "Strip Tease", a cantora conta: "Imaginei um casal se amassando no elevador de uma big store, a cada andar correspondente despiam uma determinada peça do vestuário." As faixas "Menino" e "Bobos da Corte" são "rock-carnavais", e sobre "Yoko Ono", Lee diz: "Escolhi a figura da japa do (John) Lennon para interpretar a mulher falsamente submissa".

## Recepção crítica
O álbum foi severamente criticado na época, o que fez a dupla afastar-se por um tempo dos holofotes, sem promover o álbum e nem apresentar-se ao vivo.[carece de fontes?] Nas vésperas de seu lançamento, a censura exigiu que sinalizassem na capa a advertência para menores de 18 anos. Segundo Lee, as primeiras prensagens do disco tinham "Arrombou o Cofre" e "Degustação" riscadas a gilete. Sobre a primeira faixa, em documento da época, os censores a reprovavam como: "(…) injúria direta, consistente na ridicularização de alguns personagens políticos" e, um pouco mais adiante, "(…) há nítida incitação à rebelião popular, o que é vedado [sic] constituindo infração à Lei de Segurança Nacional”.
Duas faixas de Bombom foram incluídas em trilhas sonoras de telenovelas. "Raio X" apareceu na trilha da telenovela de Cassiano Gabus Mendes,Champagne (1983). A telenovela Partido Alto (1984), de Gloria Perez e Aguinaldo Silva, trouxe a faixa "Bobos da Corte". Ambas as canções abriam as trilhas sonoras nacionais das telenovelas. 

## Relançamentos
Em 1995, o álbum foi remasterizado e reeditado em disco compacto pelo selo EMI Music como parte da coleção Rita Lee Collection. Em 2015, recebeu nova remasterização e relançamento nesse formato, agora sob o selo da gravadora Universal Music. Em 2024, foi relançado em disco de vinil amarelo, translúcido e marmorizado, também pela Universal.

## Lista de faixas
Todas as faixas escritas e compostas por Rita Lee e Roberto de Carvalho. 
| Lado um |                    |         |  |
| N.º     | Título             | Duração |  |
| 1.      | "On the Rocks"     | 04:10   |  |
| 2.      | "Desculpe o Auê"   | 02:57   |  |
| 3.      | "Tentação do Céu"  | 02:21   |  |
| 4.      | "Fissura"          | 03:13   |  |
| 5.      | "Degustação"       | 01:57   |  |
| 6.      | "Arrombou o Cofre" | 02:32   |  |

| Lado dois |                  |         |  |
| N.º       | Título           | Duração |  |
| 7.        | "Menino"         | 03:20   |  |
| 8.        | "Strip Tease"    | 03:10   |  |
| 9.        | "Raio X"         | 02:22   |  |
| 10.       | "Bobos da Corte" | 03:16   |  |
| 11.       | "Pirarucu"       | 02:25   |  |
| 12.       | "Yoko Ono"       | 02:26   |  |

## Ficha técnica
Fonte:
- Rita Lee – vocais principais
- Roberto de Carvalho – teclados, vocais principais (em "Tentação do Céu")

Músicos adicionais
- Jim Haas – vocais de apoio (em "Strip Tease")
- Stan Farber – vocais de apoio (em "Strip Tease")
- Gene Morford – vocais de apoio (em "Strip Tease")
- Jon Joyce – vocais de apoio (em "Strip Tease")
- Steve Lukather – guitarras
- Michael Landau – guitarras
- Rick Ferreira – pedal steel
- Mike Porcaro – baixo elétrico
- Abraham Laboriel – baixo elétrico
- Randy Kerber – teclados
- Michael Boddicker – teclados
- Erich Bulling – teclados
- Carlos Vega – bateria
- Paulinho da Costa – percussão

Produção musical
- Max Pierre – produção
- Rita Lee – produção
- Roberto de Carvalho – produção, arranjos
- Erich Bulling – coordenação de produção, arranjos
- Gabe Veltri – técnica de gravação
- Al Smith – técnica de gravação, técnica de mixagem
- Humberto Gatica – técnica de mixagem
- Suely Aguiar – assistência de produção

Produção gráfica
- Edu – arte final
- Miro – fotos, layout

## Desempenho comercial
| País   | Certificação | Número de vendas |
| ------ | ------------ | ---------------- |
| Brasil | Platina      | 500,000 (1983)   |